# Mật mã Playfair
Mật mã Playfair là một hệ mã hóa nhiều chữ, giảm bớt tương quan giữa văn bản mã hóa và nguyên bản bằng cách mã hóa đồng thời nhiều chữ cái của nguyên bản. Cơ chế hoạt động như sau: sử dụng một ma trận chữ cái 5x5 trên cơ sở một từ khóa: điền các chữ cái của từ khóa (bỏ các chữ trùng), điền những vị trí còn lại của ma trận với các chữ cái khác của bảng chữ cái; I, J có thể ở trên cùng một ô của ma trận.
```
Ví dụ ma trận với từ khóa MONARCHY
M O N A R
C H Y B D
E F G I/J K
L P Q S T
U V W X Z
•	Mã hóa 2 chữ cái một lúc 
–	Nếu 2 chữ giống nhau, tách ra bởi 1 chữ điền thêm thường là X hoặc Q 
Ví dụ: EE sẽ dược thay bởi EX
–	Nếu 2 chữ nằm cùng hàng, thay bởi các chữ bên phải 
Ví dụ: EF sẽ thay bằng FG
–	Nếu 2 chữ nằm cùng cột, thay bởi các chữ bên dưới 
Ví dụ: OF thay bằng HP
–	Các trường hợp khác, mỗi chữ cái được thay bởi chữ cái khác cùng hàng, trên cột chữ cái cùng cặp 
Ví dụ: ET sẽ thay bằng KL
```